# Christina Vidal
Christina Abbi Vidal (Queens, Nueva York, 18 de noviembre de 1981) es una actriz y cantante estadounidense, conocida por su papel protagónico en la serie de Nickelodeon, Taina.

## Filmografía
| Film       | Film                         | Film                  | Film                                                             |
| Año        | Película                     | Rol                   | Notas                                                            |
| ---------- | ---------------------------- | --------------------- | ---------------------------------------------------------------- |
| 1993       | Life with Mikey              | Angie Vega            | Debut                                                            |
| 1995       | Welcome to the Dollhouse     | Cynthia               |                                                                  |
| 1998       | Brink!                       | Gabriella             |                                                                  |
| 2000       | Details                      | Maggie                |                                                                  |
| 2003       | Hotel                        | Gisel                 |                                                                  |
| 2003       | Chasing Papi                 | Cantante de festival  |                                                                  |
| 2003       | Freaky Friday                | Maddie                |                                                                  |
| 2004       | Beck and Call                | desconocido           |                                                                  |
| 2005       | The Mosquito                 | Tia                   | Cortometraje                                                     |
| 2006       | See No Evil                  | Christine             |                                                                  |
| 2007       | I Wanna Dance                | Claudina              |                                                                  |
| 2007       | I Think I Love My Wife       | Candy                 |                                                                  |
| 2008       | Mask of the Ninja            | Mercedes              |                                                                  |
| 2009       | Magic Man                    | Elena                 |                                                                  |
| 2025       | Freakier Friday              | Maddie                |                                                                  |
| Televisión |                              |                       |                                                                  |
| Año        | Título                       | Rol                   | Notas                                                            |
| 1994       | The Cosby Mysteries          | Ramona Suárez         | Episodio: "Camouflage"                                           |
| 1995       | The Commish                  | Julianna Muldoon      | Episodio: "Off Broadway: Part 1" Episode: "Off Broadway: Part 2" |
| 1997       | F/X: The Series              | Theresa               | Episodio: "Bad Influence"                                        |
| 1997-1998  | Nick Freno: Licensed Teacher | Sophia Del Bono       |                                                                  |
| 1999       | Providence                   | Street Girl           | Episodio: "Saint Syd"                                            |
| 1999       | Touched by an Angel          | Ilena                 | Episodio: "Hearts"                                               |
| 2001-2002  | Taina                        | Taina Maria Morales   |                                                                  |
| 2002       | All That                     |                       | Episodio: "Christina Vidal/Tyrese"                               |
| 2003       | Sabrina, the Teenage Witch   | Fate Paris            | Episodio: "Romance Looming"                                      |
| 2003-2004  | 10-8: Officers on Duty       | Deputy Gabriela Lopez |                                                                  |
| 2004       | Second Time Around           | Gabrielle Herrera     | Episodio: "Secrets" Episode: "A Kiss Is Still a Kiss"            |
| 2005       | Clubhouse                    | Carmen                | Episodio: "Between First and Home"                               |
| 2006       | Girlfriends                  | Samantha Stephens     | Episodio: "Bad Blood" Episode: "Just Joan"                       |
| 2007       | ER                           | Elena Vega            | Episodio: "In a Different Light"                                 |
| 2009       | Monk                         | Winona                | Episodio "Mr. Monk Goes Camping"                                 |
| 2009-2010  | House M.D.                   | Sandy                 | Episodios: "Wilson" / "Private Lives"                            |
| 2010       | The Deep End                 | Rachel Esposito       | Episodio: "Nothing Personal"                                     |
| 2010       | In Plain Sight               | Amber Whitman         | Episodio: "Son of Mann"                                          |

## Discografía

### Bandas de sonido
- 2002: Taina
- 2003: Freaky Friday
- 2006: Byou

## Premios y nominaciones
| Año  | Grupo              | Premio                                                   | Resultado | Película/Serie  |
| ---- | ------------------ | -------------------------------------------------------- | --------- | --------------- |
| 1994 | Young Artist Award | Mejor actriz principal en película cómica - Actriz joven | Ganadora  | Life with Mikey |
| 1994 | Young Artist Award | Actriz joven más prometedora (premio especial)           | Ganadora  | Life with Mikey |
| 2002 | ALMA Award         | Mejor actriz en serie de televisión                      | Nominada  | Taina           |